# Køge Jernstøberi
Køge Jernstøberi er et tidligere jernstøberi, der ligger i Vestergade i Køge, Danmark. Komplekset består af beboelsesbygninger ud mod gaden og fabriksbygninger samt forskellige andre småbygninger på bagsiden. Flere af bygninger er fredet.

## Historie
Køge Jernstøberi var den første af sin type i Køge. den blev etableret af smeden H.C. Hansen i 1830'erne. Produkterne fra virksomheden inkluderede brændeovne, potter, pander, plove og tærskeværker. fra 1869 fremstillede de også cykler.

## Bygninger
Den to-etager bygning ud mod Vestergade er H.C. Hansens tidligere hjem. Den blev opfør ti 1875 som erstatning for en ældre bygning. Den står i rå mursten med buede vinduer. Reliefferne i støbejern er fremstillet på fabrikken. Porten ud til vejen åbner ind til en aflang gårdsplads. En lang sidelænge, der blev opført 1837-1840 går på nordsiden af gården. En port i fabriksbygningen fører ind til en mindre gård med stalde.

## Galleri
- Beboelsesbygning
- Den fredede sidelænge